# Consumer magazine
Le consumer magazine est un magazine réalisé par ou pour une marque. Il est destiné à ses consommateurs ou à un public plus large. Le consumer magazine rejoint le brand content, c’est un contenu créé par une marque dans un but non lucratif (en théorie).

## Histoire
Le magazine d’entreprise, à destination des consommateurs, est apparu aux États-Unis au début du XXe siècle. En France, c’est dans les années 1930 que de nombreux titres ont vu le jour. Depuis, le phénomène s’est amplifié et le rôle du magazine d’entreprise a beaucoup évolué, tout comme son nom qui est devenu « consumer magazine » suite à l’américanisation.
Le progrès des technologies de l’information et de la communication (expansion des réseaux sociaux, internet, tablettes, smartphones…) a donné un nouveau souffle au consumer magazine. Depuis 2006, les marques sont de plus en plus nombreuses à créer leur propre magazine afin de plaire au public.

## Spécificités
Le consumer magazine doit s’inspirer des valeurs de la marque sans pour autant y faire sans cesse écho. Il doit s’intéresser aux centres d’intérêt du public visé et proposer du contenu attractif pour le lecteur (divertissant, informatif ou pratique). Le consumer magazine est issu du brand content, il doit être à visée culturelle.  Certaines marques réalisent des consumer magazines avec des contenus éditoriaux aux sujets très éloignés de leurs domaines d’expertise.
Le consumer magazine remplit généralement un double objectif : Lorsqu’il communique sur l’entreprise et ses produits, il informe le client et lui apporte une valeur ajoutée gratuite pour maintenir son engagement vis-à-vis de l’enseigne. Ici il veut « faire comprendre » plutôt que « faire savoir ». Lorsqu’il édite des contenus lambda, il représente un concurrent potentiel pour les magazines de presse payante, et il doit donc réussir à obtenir une bonne crédibilité aux yeux des lecteurs avec une rédaction de qualité ainsi que des sujets traités avec impartialité. Si le consumer magazine est plébiscité par le public en tant qu’éditeur de contenus, cela engendrera une influence positive sur l’image de la marque. Il devrait donc adopter la logique du genre journalistique et « faire savoir ».
Le consumer magazine peut se trouver sous forme papier ou numérique. Il peut être disponible sur le site de la marque, sur ses lieux de vente, mais aussi en supplément gratuits avec d’autres contenus comme des magazines de presse.
Liste non exhaustive de consumer magazines : Air le mag de Mc Donald, BMW Magazine de BMW (trimestriel), Carrefour Mag de Carrefour (mensuel), Cinéma Gaumont Pathé (mensuel), Air France Madame de Air France, Fous de food de la Boîte à Pizzas (bimensuel), Plus de Canal+ (mensuel), Du côté de chez vous de Leroy Merlin (bimestriel), Colors de Benetton (trimestriel), Happy life d’Ikea (trimestriel), Live view de Darty, Ladurée de La durée, Hiking on the moon de Quechua…